# خورخي مينديز
خورخي مينديز (بالبرتغالية: Jorge Mendes)، ولد في 7 يناير 1966 في لشبونة. هو وكيل لاعبين ومدرب برتغالي.

## سيرة ذاتية
كان مينديز مدير متجر فيديو وحانة ليلية سابقا. قالت بعض المصادر أن انتقالات اللاعبين جلبت له 1 مليار دولار، وهو ما يجعله أقوى وكيل لاعبين في العالم.

عبر شركة جاستيفوت (GestiFute) التي أسسها في 1996، أصبح يدير أعمال عدة لاعبين ومدربين في كرة القدم. أول توقيع له كان مع نونو اسبيريتو سانتو في 1997.

لديه تأثير وتقدير واهتمام كبير لدى نوادي مثل نادي بنفيكا ونادي بورتو وريال مدريد ونادي فالنسيا ونادي موناكو.

في مركاتو سنة 2014، تحصل مينديز على حوالي 32 مليون يورو كعمولات بفضل نجاح خمسة انتقالات من عشرة انتقالات الأغلى في هذه الفترة.

## الشخصيات التي يدير أعمالها

### اللاعبين
حاليا وسابقا:
| - كريستيانو رونالدو - أنخيل دي ماريا - خاميس رودريغيز - أندرسون أوليفيرا - فابيو كوينتراو - بيبي - هوغو فيانا - راداميل فالكاو - ريكاردو كارفاليو - ناني - برادلي باركولا - دانييل بودينسي - نيلسون سيميدو - دييغو سيميوني | - كوستينها - ديكو - ريكاردو كواريسما - رافاييل ماركيز - براق يلماز - جواو موتينيو - اندري بيلوتي - دافيد دي خيا - فيكتور فالدز - الياكيم مانغالا - إيديرسون - غونسالو راموس - جيدسون فرنانديز - جوزيه سا | - روبن دياز - برناردو سيلفا - داروين نونيز - وارن زائير إيمري - بيدرو نيتو - فيكتور فيريرا - جواو نيفيز - ماتيوس نونيز - ليني يورو - ديوغو جوتا - مانويل أوجارت - دييغو كوستا - أنطونيو سيلفا - غونسالو غيديس - نيكو غونزاليس | - أليخاندرو بالدي - ريان آيت نوري - روبن نيفيز - جواو فيليكس - أندري لونين - فابينيو تافاريس - جواو كانسيلو - فرانشيسكو كونسيساو - فابيو فييرا - ماركو أسينسيو - فرانسيسكو ترينكاو - جيوفاني رينا - جواو ماريو |

### المدربين
| - نونو إسبيريتو سانتو - جوزيه مورينيو - ماركو سيلفا - جنارو جاتوزو - سيرجيو كونسيساو - برونو لاجي - كابوتشو - هوغو فيسينتي |

## مقالات ذات صلة
- وكيل لاعب